# Balmoral (Schiff, 1988)
Die Balmoral  ist ein Kreuzfahrtschiff von Fred. Olsen Cruise Lines. Es wurde im Jahr 1988 als Crown Odyssey in Dienst gestellt.

## Geschichte
Die Crown Odyssey entstand bei der Meyer Werft in Papenburg für die Reederei Royal Cruise Line (nicht zu verwechseln mit Royal Caribbean Cruise Line) und war das 2. Kreuzfahrtschiff, welches in Papenburg gebaut wurde. Der Entwurf des Schiffes stammt von dem dänischen Schiffsarchitekten Knud E. Hansen. Nach der Indienststellung war die Crown Odyssey zunächst in der Karibik unterwegs.
1992 wurde das Schiff an Kloster Cruise (Nassau, Bahamas) verkauft. Im Jahr 1996 kaufte Norwegian Cruise Line (NCL) die finanziell angeschlagene Reederei auf und integrierte die Schiffe in die eigene Flotte, dabei wurde die Crown Odyssey in Norwegian Crown umbenannt. 2000 fuhr sie, wieder unter dem Namen Crown Odyssey, bei Orient Lines.
2003 wurde das Schiff in Singapur (Sembawang Shipyards) umgebaut, grundrenoviert und wieder in Norwegian Crown umbenannt. Am 26. Mai 2006 wurde es an die Reederei Fred. Olsen Cruise Lines verkauft, aber noch bis November 2007 an NCL zurückverchartert.
Am 7. Juni 2006 lief die Norwegian Crown vor Saint George’s (Bermuda) auf Grund.
Am 7. November 2007 wurde das Schiff an Fred. Olsen Cruise Lines übergeben. Am 16. November dockte es in das Trockendock Elbe 17 der Blohm + Voss Repair GmbH in Hamburg ein und wurde auf der Werft um eine 30,20 Meter lange Sektion mittschiffs verlängert. Auf diese Weise wurden zusätzlich 186 Passagier- und zusätzlich 53 Besatzungskabinen geschaffen. Weiterhin wurden 60 neue Balkone installiert und diverse öffentliche Bereiche neu geschaffen beziehungsweise überarbeitet.
Die 30,20 Meter lange, 28,21 Meter breite und rund 1800 Tonnen schwere Bausektion wurde von der Bremerhavener Schichau Seebeckwerft im Unterauftrag von Blohm + Voss Repair gefertigt und lief am 6. Oktober 2007 vom Stapel. Am 30. Oktober 2007 traf sie schwimmend bei der Werft ein.
Im Jahr 2008 wurde das Schiff als Balmoral in Dienst gestellt.
Zum einhundertsten Jahrestag des Titanic-Unglücks wurde auf der Balmoral am 15. April 2012 am Unglücksort ein Gedenkgottesdienst abgehalten. Die Reiseroute entsprach der der Titanic von 1912, mit zusätzlichem Stopp in Halifax, dem Friedhof für etwa 100 identifizierte Opfer. Speisekarte und die Passagierzahl wurden dem historischen Ereignis angeglichen. Wegen eines medizinischen Zwischenfalles musste die Fahrt kurzzeitig unterbrochen werden, konnte dann aber fortgesetzt werden.

## Maschinenanlage und Antrieb
Der dieselmechanische Antrieb der Balmoral besteht aus zwei sogenannten „Vater-und-Sohn“-Antriebsgruppen. Dabei wirken je ein Achtzylinder- („Vater“) und ein Sechszylinder-Dieselmotor („Sohn“) von Krupp-MaK über Reduktionsgetriebe (Doppelmotorengetriebe) und Wellenleitung auf einen Verstellpropeller, der mit weitgehend konstanter Drehzahl läuft.